# Beinn na Lap

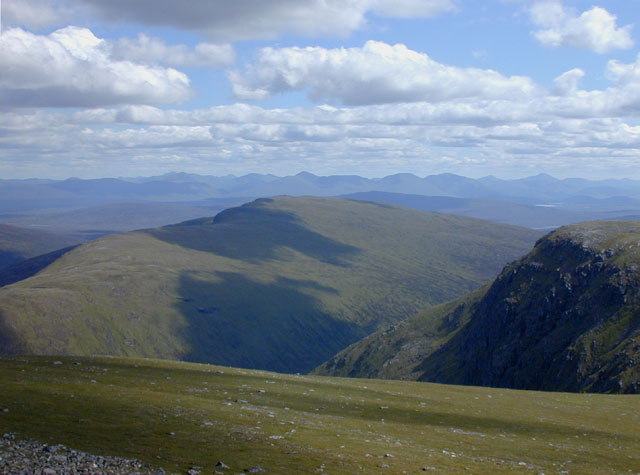
Blick vom nordwestlich benachbarten Chno Dearg über das Tal des Allt Fèith Thuill auf die Nordwestseite des Beinn na Lap

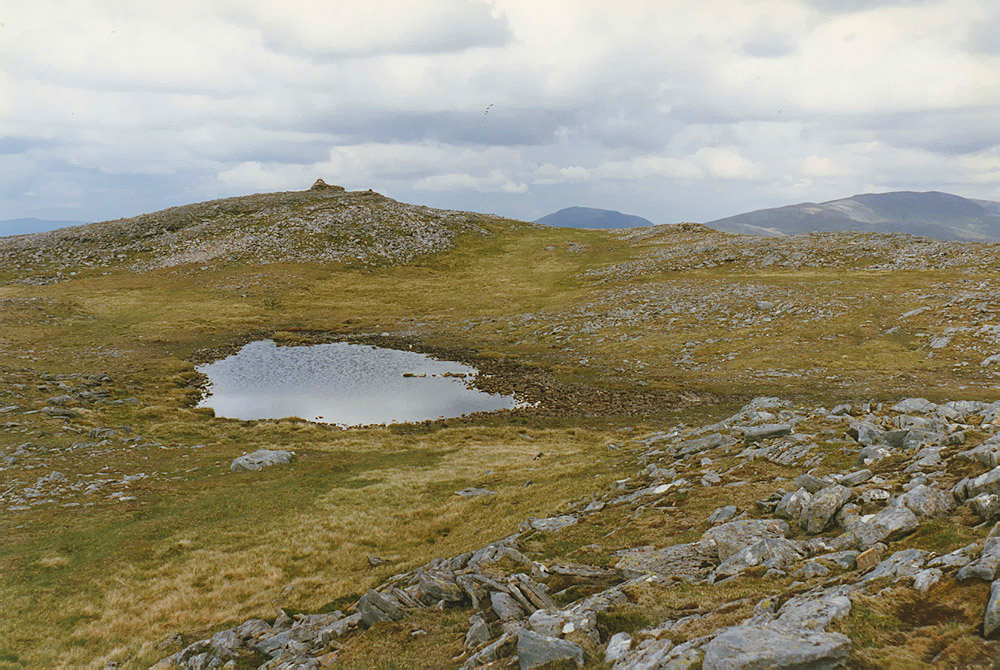
Das kleine Gipfelplateau des Beinn na Lap mit einem kleinen Bergsee

Der Beinn na Lap ist ein als Munro und Marilyn eingestufter, 935 m (3.068 ft) hoher Berg in Schottland. Sein gälischer Name kann in etwa mit Gefleckter Berg oder Gescheckter Berg übersetzt werden.
Er liegt in der Council Area Highland in den Grampian Mountains nordöstlich von Corrour Station am Nordufer von Loch Ossian. Durch das nordwestlich liegende Tal des Allt Fèith Thuill ist der Beinn na Lap vom weiter nordwestlich liegenden Chno Dearg getrennt.
Der Beinn na Lap ist ein breit gelagerter und langgestreckter Berg, der sich fast entlang des gesamten Nordufers von Loch Ossian erstreckt. Er besitzt mit dem Südwestgrat und dem Nordostgrat zwei langgestreckte Grate, ein dritter, kurzer und wenig markanter Grat verläuft vom breit gerundeten Gipfelplateau nach Ostnordost. Während der Südwestgrat auf beiden Seiten weitgehend gleichmäßig flach mit gras- und moosdurchsetzen Hängen abfällt, besitzen die beiden anderen Grate auf der Ostflanke des Beinn na Lap steilere, stärker schrofendurchsetzte Hänge und Felswände. Diese laufen in einer kleinen, auf etwa 590 bis 600 Meter Höhe liegenden Hochebene aus, in der der kleine Loch na Lap liegt. Daran anschließend liegen der von der Hochebene wenig auffällig wirkende, 704 Meter hohe Creagan Ruadh und die fast gleichhohen Vorgipfel Creag Mhòr und Meall Glas-uaine Mhòr. Sie besitzen jedoch nach Osten steil in das Tal des River Ossian abfallende Felswände. Nach Nordwesten fällt auch der Nordostgrat sanfter mit weiten, teils steindurchsetzten Grashängen ab.
Aufgrund seiner Lage nördlich des auf 408 Meter Höhe liegenden Bahnhofs Corrour an der West Highland Line besitzt der Beinn na Lap, dessen Gipfel etwa vier Kilometer entfernt liegt, einen der kürzesten Aufstiege aller Munros mit lediglich etwas über 400 Höhenmetern. Er gilt daher, trotz fehlender Wege und seiner Lage weitab öffentlicher Straßen in unbesiedeltem Bergland, auch als einer der leichtesten Munros. Vom Bahnhof, der nur mit dem Zug erreicht werden kann, führt eine Forststraße bis zum Westende von Loch Ossian, in der Nähe der dortigen Jugendherberge. Von dort führt der Zustieg weglos über weglose moorige Heideflächen auf der Ostflanke des Südwestgrats bis zum breiten Grat, über diesen dann bis zum durch einen Cairn markierten höchsten Punkt des Gipfelplateaus. Alternativ kann auch der Nordostgrat aus dem Strath Ossian begangen werden, dies erfordert aber deutlich längere Zuwege entlang von Loch Ossian und durch das Strath Ossian oder über Forststraßen von der A86 bei Loch Laggan.